# فاتیما (فیلم)
فاتیما فیلمی درام به کارگردانی مارکو پونته‌کوروو است. از بازیگران فیلم می‌توان به ژواکیم دی آلمیدا، گوران ویسنجیک و هاروی کایتل اشاره کرد. این فیلم در سال ۲۰۲۰ میلادی و بر اساس ماجرایی که در ۱۹۱۷ میلادی در پرتغال اتفاق افتاده بود، ساخته شده است.

## داستان
این فیلم داستان یک چوپان ۱۰ ساله و دو عموزادهٔ او را نقل می‌کند که که تجلی مریم را در حدود سال ۱۹۱۷ گزارش داده‌اند. الهامات آن‌ها الهام‌بخش مؤمنان اما باعث خشم کلاسیک کاتولیک و همچنین دولت سکولار است که تلاش می‌کنند آن‌ها را وادار به تکذیب شایعه خود کنند. همان‌طور که خبر پیشگویی آن‌ها منتشر می‌شود، ده‌ها هزار نفر از افراد مذهبی به این مکان می‌آیند تا ببینند که چه چیزی به عنوان معجزه خورشید شناخته شده است.